# Soția călătorului în timp
Soția călătorului în timp este un film care a apărut în 2009, fiind bazat pe romanul scris de Audrey Niffenegger, în anul 2003. Robert Schwentke este directorul acestui film, care îi are în rolurile principale pe Rachel McAdams, care îi dă viață lui Clare și Eric Bana, în pielea lui Henri DeTamble. Actrița este cunoscută publicului larg datorită rolurilor ei din Jurnalul și Sherlock Holmes. Eric Bana a fost vocea lui Anchor în filmul animat În căutarea lui Nemo.
Pelicula este regizată de către Bruce Joel Rubin, filmările începând în luna septembrie a anului 2007. Inițial filmul trebuia să apară în cinematografe în 2008, însă New Line Cinema a amânat lansarea filmului până în vara anului 2009, urmând să apară în cinematografele din România 3 luni mai târziu, pe data de 6 noimebrie 2009.

## Sinopsis
Povestea începe în 1970, când Henry DeTamble are un accident de mașină, mama sa murind în urma impactului. Henry supraviețuieste călătorind în timp și trezindu-se cu două săptâmâni înainte de impact. El nu înțelege ce i se întâmplă și este ajutat de o versiune mai învârstă a sa. Incapabil să controleze călătoriile în timp se trezește aruncat în diferiți ani din viața sa, incapabil să schimbe evenimentele, cu excepția unor momente minore create de prezența sa.
Clare a fost mereu îndrăgostită de Henry și era dispusă să accepte momentele când se trezea singură din senin. Ei se întâlnesc pentru prima dată în 1995, Clare văzând în persoana lui Henry un prieten de nădejde. Iubirea ei este atât de mare încât este convinsă că sunt sortiți să fie împreună pentru totdeauna. Cei doi reușesc să se întâlnească în timp real doar la vârsta adolescenței, într-o librărie din Chicago. Una dintre ideile principale este așteptarea: Clare îl așteaptă pe Henry să se întoarcă lângă ea în timp real, iar Henry spera la un tratament, pentru a putea duce o viața normală ca și toți ceilalți oameni. Din dorința de a duce o viață normală, el își întemeiază o familie cu Clare, fiind însă de cele mai multe ori absent. Le este aproape imposibil să conceapă un copil, fiindcă datorită genelor lui Henry fetusul călătorește în timp. Pentru a pune capăt suferințelor provocate fără voia sa, Henry își face o vasectomie în secret. La puțin timp după, Clare se întâlnește cu varianta mai tânără a soțului ei și rămâne din nou însărcinată. De data aceasta, reușește să dacă sarcina până la termen. Călătorind în timp, Henry își cunoaște fiica Alba înainte de a se naște. Ea îi spune că este un călător în timp, precum tatăl ei, însă are capacitate de a se controla, alegând unde și când să călătorească. De asemenea, ea îi spune că el va muri când ea împlinește 5 ani. Henry încearcă să nu se gândească la secretul dezvăluit de fiica sa, ascunzând acest adevăr față de Clare. Atunci când momentul morții lui sosește, ultimele clipe îl găsesc în brațele Clarei, întorcându-se la timp din călătoria unde a fost rănit de către tatăl soției sale. Cu toate acestea, dragostea lor este atât de puternică, încât cred cu tărie că sentimentele lor vor supraviețui atât timpului, cât și morții.

## Distribuție
- Eric Bana - Henry DeTamble, călător în timp și bibliotecar în Chicago [11].
- Rachel McAdams - Clare DeTamble, artistă [12].
- Ron Livingston - Gomez, prietenului comun al lui Clare și Henry; iubitul lui Charrise
- Jane McLean - Charise, colega de cameră a lui Clare și cea mai bună prietenă
- Stephen Tobolowsky - Dr. David Kendrick
- Arliss Howard - Richard DeTamble, tatăl lui Henry
- Brooklynn Proulx - Clare Abshire la 6&8 ani
- Alex Ferris - Henry DeTamble la 6 ani
- Hailey McCann (9&10) si Tatum McCann (4&5) -  Alba DeTamble, fiica lui Henry și Clare
- Michelle Nolden - Annette DeTamble, mama lui Henry [13]
- Maggie Castle - Alicia Abshire, sora lui Clare
- Brian Bisson - Mark Abshire, fratele lui Clare
- Fiona Reid -  Lucille Abshire, mama lui Clare
- Philip J Craig - Philip Abshire, tatăl lui Clare

## Producție
Filmul ar fi trebuit să fie făcut de compania de producție a lui Jennifer Aniston și Brad Pitt, Plan B Entertainment în colaborare cu New Line Cinema. Aceste lucruri au fost plănuite înainte ca romanului lui Audrey Niffenegger să se fi lansat. Autoarea cărții a declarat într-un interviu că în timp ce scria cartea își imagina varianta filmată. Audrey Niffenegger consideră că acrtița perfectă pentru a interpreta rolul lui Clare ar fi fost Sarah Polley,de origine canadiană, iar Johnny Depp avea alura lui Henry.
În martie 2005, directorul Gus Van Sant a negociat cu studioul pentru a pune bazele proiectului. Negocierile nu au avut loc, însă în noiembrie 2006, directorul Robert Schwentke a fost angajat să înceapă filmările .
În ianuarie 2007, New Line l-a angajat pe scenaristul Bruce Joel Rubin să rescrie scenariul..  Eric Bana și Rachel McAdams au fost aleși pentru a intepreta rolurile principale, Henry și Clare în aprilie 2007, iar în septembrie au început filmările în Toronto. It was also shot in Hamilton, Ontario..
Filmul trebuia să fie lansat în toamna anului 2008, însă lansarea a fost amânată fără nici un motiv. Filmul a fost lansat de Warner Brothers în 24 august 2009, în Statele Unite ale Americii și 6 noiembrie 2009, în România.

## Lansare DVD/Blu-ray
- Filmul a fost lansat pe DVD și Blu-ray pe data de 9 februarie 2010 [20].